# Wilhelm Jenamy
Wilhelm Jenamy (magyarosan: Jenamy Vilmos, Bécs, 1726. április 7. – Graz, 1784. január 5.) bölcseleti és teológiai doktor, Jézus-társasági áldozópap és tanár.

## Élete
1742-ben lépett a rendbe; a görög nyelvet tanította Grazban és Laibachban, az ékesszólást 1755-től 1761-ig Nagyszombatban, az etikát ismét Grazban, a bölcseletet három évig Linzben és végre 1766-tól a teológiát Grazban.

## Munkái
- Dies Dominica, Ecclesiae Catholicae a Christo resurgente fundatae praecipua perpetuaque solemnitas cum feriis annexis fidelium cultui proposita. Tyrnaviae, 1755.
- Panegyricus occasione novae academici Soc. Jesu Tyrnaviae collegii bibliothecae. Uo. 1761. (Többi 19 munkája külföldön jelent meg.)